# Bittelbronn (Haigerloch)
Bittelbronn ist ein Stadtteil von Haigerloch im Zollernalbkreis in Baden-Württemberg (Deutschland). Der Ort liegt nordwestlich von Haigerloch. Zum Stadtteil Bittelbronn gehören das Dorf Bittelbronn und der Weiler Henstetten.

## Geschichte
Bittelbronn wurde 1297 erstmals urkundlich erwähnt und gehörte zur Herrschaft Haigerloch, die im Jahr 1497 an die Grafschaft Zollern kam. Graf Eitel Friedrich II. von Zollern (1452–1512) tauschte damals seine Herrschaft Rhäzüns gegen die Herrschaft Haigerloch und alle dortigen Hoheitsrechte.
Am 1. Januar 1973 wurde Bittelbronn in die Stadt Haigerloch eingegliedert.

## Wirtschaft
In Bittelbronn befindet sich seit 1894 das Unternehmen Stehle Orgelbau, das über 230 Orgeln in alle Welt lieferte. Daher resultieren die Orgelpfeifen im Wappen der ehemaligen Gemeinde Bittelbronn.

## Bauwerke

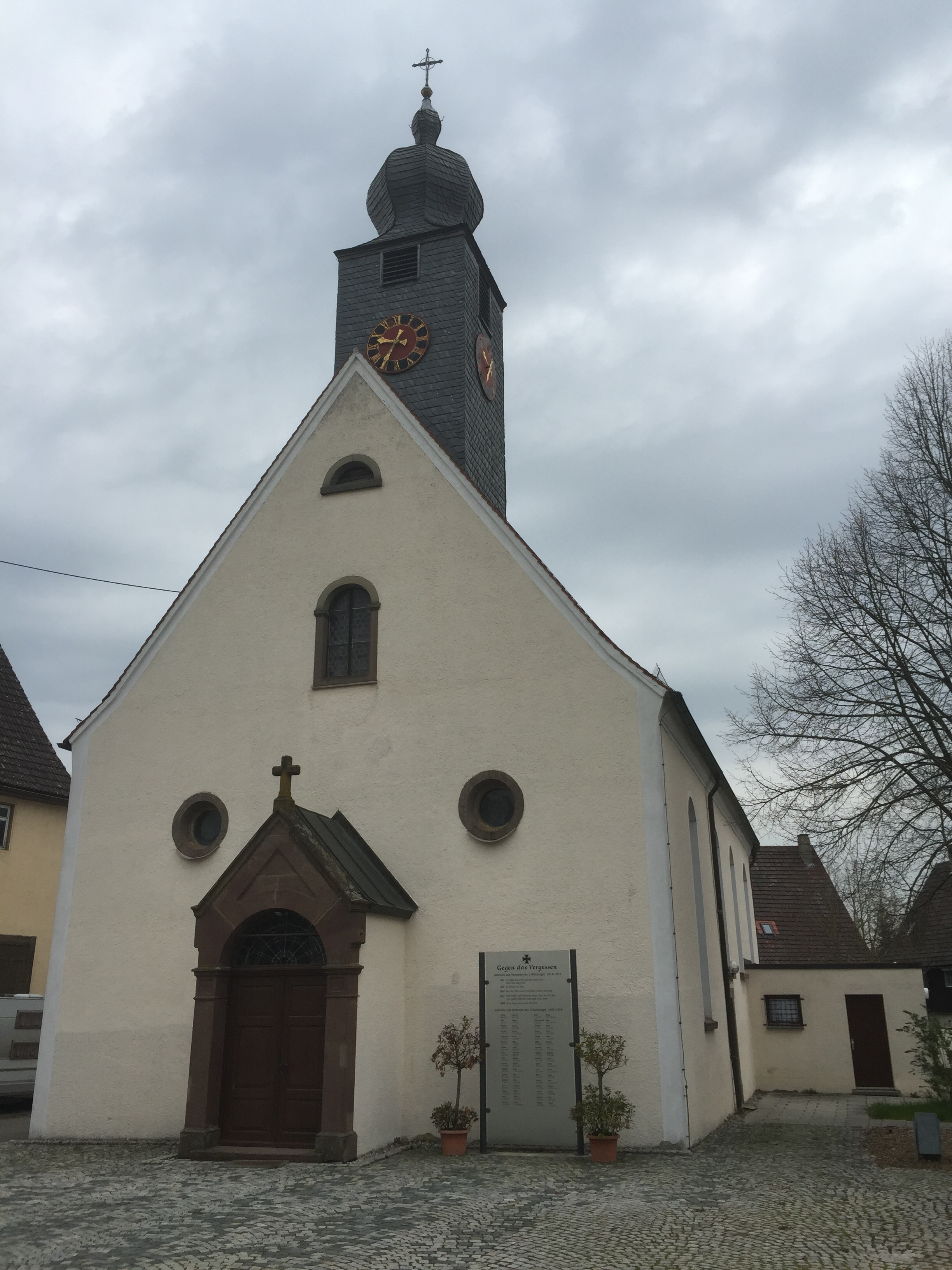
Kirche St. Clemens

- Katholische Pfarrkirche St. Clemens
- Wasser- und Aussichtsturm am südlichen Ortsrand

## Söhne und Töchter der Gemeinde
- Anton Hinger (1823–1912), 1857–1895 Oberlehrer in Vaduz/Liechtenstein, Gründer der Harmoniemusik Vaduz (1863) und deren 1. Dirigent[3][4]
- Vinzenz Stehle (1901–1967), Reichstagsabgeordneter (1932–1945), Bürgermeister von Bittelbronn